# کاتارا (آواتار: آخرین بادافزار)
کاتارا (انگلیسی: Katara) یک شخصیت داستانی در مجموعه تلویزیونی انیمیشنی نیکلودئون آواتار: آخرین بادافزار و افسانه کورا است. این شخصیت که توسط مایکل دانته دی‌مارتینو و برایان کونیتزکو خلق شده، توسط می ویتمن در مجموعه اصلی و اوا ماری سنت در مجموعه دنباله صداگذاری شده‌است. علاوه بر این، او توسط نیکولا پلتز در فیلم لایو اکشن آخرین بادافزار در سال ۲۰۱۰ به تصویر کشیده شد.
کاتارا در سایر رسانه‌ها مانند کارت‌های تجاری، تیشرت، بازی‌های ویدئویی و وب‌کامیکها ظاهر شده‌است.